# A Beautiful Day in the Neighborhood
A Beautiful Day in the Neighborhood es una película dramática biográfica estadounidense de 2019 dirigida por Marielle Heller y escrita por Micah Fitzerman-Blue y Noah Harpster, inspirada en el artículo de 1998 «¿Puedes decir... héroe?» por Tom Junod, publicado en Esquire. La película está protagonizada por Tom Hanks, Matthew Rhys, Susan Kelechi Watson y Chris Cooper. Representa a Lloyd Vogel (Rhys), un periodista problemático de Esquire que está asignado al icono de la televisión de perfil Fred Rogers (Hanks).
La película tuvo su estreno mundial en el Festival Internacional de Cine de Toronto el 7 de septiembre de 2019, y fue estrenada en los Estados Unidos el 22 de noviembre de 2019 por Sony Pictures Releasing. Recibió elogios de los críticos por las actuaciones de Hanks y Rhys, la dirección de Heller y los mensajes conmovedores, y recaudó $67 millones en todo el mundo. "Un hermoso día en el vecindario" fue elegido por la revista Time como una de las diez mejores películas del año. Por su actuación, Hanks fue nominado a Mejor Actor de Reparto en los Premios de la Academia, así como los Globos de Oro, Premios de la Crítica Cinematográfica, Premios del Gremio de Actores de Pantalla y los Premios BAFTA, entre otros.

## Argumento
En 1998, al comienzo de un episodio de Mister Rogers' Neighborhood, Mr. Rogers muestra un tablero de imágenes con cinco puertas. Tres de las puertas se abren para revelar los rostros familiares de  Lady Aberlin, King Friday y  Mr. McFeely. La cuarta puerta se abre para revelar el rostro del nuevo amigo con problemas del Sr. Roger, Lloyd Vogel, que tiene un corte cerca de la nariz. El Sr. Rogers explica que Lloyd ha sido herido y está luchando por perdonar a quien lo lastimó. Después de explicar lo que significa el perdón, el Sr. Rogers se va a visitar a Lloyd.
Lloyd Vogel es un periodista de   Esquire  conocido por su estilo cínico de escritura. Asiste a la boda de su hermana Lorraine, junto con su esposa, Andrea, y su hijo recién nacido, Gavin. Durante la recepción, Lloyd comienza una pelea a puñetazos con su padre separado, Jerry, por los recuerdos de la difunta madre de Lloyd, Lila, a quien Jerry engañó y abandonó.
El editor de Lloyd le asigna entrevistar al presentador de televisión infantil Fred Rogers para un artículo de 400 palabras sobre héroes, pero Lloyd siente que la tarea está por debajo de él. Viaja al estudio de  WQED en Pittsburgh para entrevistar a Rogers. Rogers desprecia su fama y muestra preocupación por la lesión en la nariz de Lloyd. Lloyd le relata a Rogers el tema de su relación con su padre, cuya disculpa e intento de reconciliación ha rechazado Lloyd. Rogers le dice que tiene muchas formas de lidiar con la ira, como tocar las teclas de su piano.
Decidido a exponer la personalidad amistosa de Rogers como un acto, Lloyd ve varios episodios del programa de Rogers, pero es incapaz de discernir nada. Lloyd vuelve a entrevistar a Rogers cuando visita Nueva York. Durante la entrevista, Rogers esquiva las preguntas de Lloyd y recuerda cómo criaron a sus dos hijos. Fred saca sus títeres y le pregunta a Lloyd sobre su conejo de peluche de la infancia y su padre, lo que provoca que Lloyd ponga fin a la entrevista. Lloyd llega a casa y encuentra a Jerry y su esposa Dorothy hablando con Andrea. Lloyd reprende a Jerry por engañar a su madre Lila, mientras se estaba muriendo de cáncer. Le ordena que se vaya, pero Jerry sufre un infarto y es trasladado al hospital.
Lloyd se niega a pasar la noche en el hospital con el resto de la familia y regresa a Pittsburgh para ver a Rogers. Agotado, Lloyd se derrumba en el set del Barrio de Make-Believe y sueña con su trauma infantil reprimido. En su sueño, se topa con un episodio del programa de Rogers sobre hospitales, y se encuentra con orejas de conejo y encogido al tamaño de Daniel Striped Tiger y King Friday XIII, mientras Rogers y Andrea se elevan sobre él. Lloyd también sueña con Lila, quien lo insta a liberar su ira.
Rogers y su esposa, Joanne, llevan a Lloyd a su casa para que se recupere. Lloyd y Rogers más tarde van a un restaurante, donde Rogers le pide a Lloyd que pase un minuto pensando en las personas que "lo amaron hasta que existe" y lo alienta a perdonar a Jerry. Lloyd se disculpa con Andrea por dejarla a ella y a Gavin en el hospital y visita a Jerry y Dorothy en su casa. Se entera de que Jerry se está muriendo de estenosis cardíaca, la razón por la que Jerry intentó volver a conectarse con Lloyd. Lloyd perdona a Jerry, promete ser un mejor padre para Gavin y escribe un artículo sobre el impacto de Rogers en su vida. Lorraine, su esposo Todd y Rogers visitan a Jerry. Rogers le pide a Jerry que ore por él antes de partir. Jerry muere poco después de la visita de Rogers y el artículo de 10,000 palabras de Lloyd, "¿Puedes decir   ... Hero?" se publica como historia de portada de  Esquire  '.
En su estudio, Rogers termina el episodio que estaba haciendo antes, abriendo la quinta y última puerta en su tablero de imágenes, revelando una imagen de Lloyd felizmente reunido con su familia. Cuando termina la producción, el Sr. Rogers toca el piano solo, se detiene, golpea las teclas con enojo y continúa tocando.

## Reparto
| Actor                | Personaje     | Descripción |
| -------------------- | ------------- | --- |
| Matthew Rhys         | Lloyd Vogel   | Un periodista hastiado que se le asigna el perfil de Rogers para la revista Esquire. El personaje de Lloyd es una adaptación libre del personaje real y periodista Tom Junod, cuyo encuentro con Rogers se adaptó a la película. Heller describió a Lloyd como el «punto de entrada del espectador a las enseñanzas de Fred» y expresó su esperanza de que el desarrollo y crecimiento del carácter de Lloyd como nuevo padre obligaría a los espectadores a reflexionar sobre sí mismos. |
| Tom Hanks            | Fred Rogers   | El creador y anfitrión de Mister Rogers' Neighborhood. Para prepararse para su papel, Hanks visitó el Centro Fred Rogers en el Saint Vincent College en Latrobe, Pensilvania para investigar en los Archivos Fred Rogers y también vio Won't You Be My Neighbor?, una película documental de 2018. En el Festival Internacional de Cine de Toronto de 2019, Hanks recordó haber visto «cientos de horas» de imágenes de Rogers en el set y detrás de escena para entrar en el personaje. La directora Marielle Heller señaló que Rogers «no tiene la naturaleza dinámica que necesita para ser protagonista de una película» y lo consideró «el antagonista [...] que entra en la vida de alguien y lo pone patas arriba a través de su filosofía y el camino vivió su vida». |
| Susan Kelechi Watson | Andrea Vogel  | Una abogada pública, la esposa de Lloyd y una fanática del espectáculo de Rogers. Watson, fanática de Mister Rogers' Neighborhood, describió a su personaje como una «mujer de carrera» que enfrenta desafíos únicos de paciencia y adaptación como la madre de un recién nacido. |
| Chris Cooper         | Jerry Vogel   | El padre separado de Lloyd y un mujeriego que engañó a su esposa Lila y abandonó a Lloyd y Lorraine cuando eran niños. En una entrevista de prensa para la película, Cooper describió a su personaje como «multidimensional» y comparó filmar una escena con Hanks con ver los «ojos de Dios». |
| Maryann Plunkett     | Joanne Rogers | La esposa de Fred. Plunkett se reunió con Joanne Rogers para prepararse para el papel. |
| Enrico Colantoni     | Bill Isler    | El presidente y director ejecutivo de Family Communications. En una entrevista de radio, Colantoni dijo que se hizo amigo del verdadero Bill Isler mientras filmaba y afirmó que su personaje era «tan importante para Fred». |
| Wendy Makkena        | Dorothy       | La segunda esposa de Jerry. Makkena describió a su personaje como parte de la «familia disfuncional y complicada» de Vogel. |
| Tammy Blanchard      | Lorraine      | La hermana de Lloyd y la esposa de Todd. |
| Noah Harpster        | Todd          | El esposo de Lorraine y el cuñado de Lloyd. |
| Christine Lahti      | Ellen         | Editora de Lloyd. |

Otros miembros del reparto son Carmen Cusack como Margy, productora de Mister Rogers' Neighborhood; Jessica Hecht como Lila Vogel, la madre de Lloyd y la exesposa de Jerry; Maddie Corman como Betty Aberlin, una actriz que interpreta a Lady Aberlin en el barrio de Mister Rogers; Daniel Krell como David Newell, un actor que interpreta al Sr. McFeely; y Jordan, Naomi y Zoey Harsh como Gavin Vogel, el hijo de Lloyd.
Los cameos notables en la película incluyen a la esposa de Rogers, Joanne, al actor de McFeely, David Newell, al jefe de Comunicaciones de la Familia, Bill Isler, y a la productora del barrio de Mister Rogers, Margy Whitmer, quienes aparecen como clientes en un restaurante en el que se encuentran Rogers y Lloyd. Arsenio Hall y Oprah Winfrey hacen apariciones no acreditadas en imágenes de archivo de programas de entrevistas que Lloyd ve en la película, y Fred Rogers aparece en imágenes de archivo de su programa durante los créditos finales, cantando la canción «You Have Got to Do It».

## Producción
El 29 de enero de 2018, se anunció que TriStar Pictures de Sony había comprado los derechos de distribución mundial de la película You Are My Friend, una película biográfica basada en un artículo de la revista Esquire de 1998 sobre el personaje de televisión Fred Rogers, que sería interpretado por Tom Hanks. El guion de la película de Micah Fitzerman-Blue y Noah Harpster apareció entre la Lista negra de los mejores guiones no producidos en 2013 y estaría dirigido por Marielle Heller, mientras que los productores serían Marc Turtletaub y Peter Saraf de Big Beach junto con Youree Henley.
En julio de 2018, Matthew Rhys se unió al elenco de la película para interpretar al periodista Lloyd Vogel, y la producción comenzará en septiembre de 2018. Siendo galés, Rhys nunca había oído hablar de Fred Rogers antes de que le ofrecieran el papel. En agosto de 2018, Chris Cooper fue agregado al elenco para interpretar al padre de Vogel, y, en septiembre, se agregó a Susan Kelechi Watson. En octubre de 2018, Enrico Colantoni, Maryann Plunkett, Tammy Blanchard, Wendy Makkena, Sakina Jaffrey, Carmen Cusack, Harpster y Maddie Corman se unieron al elenco de la película. En 2018, Nate Heller fue elegida para anotar la película.
La fotografía principal de la película comenzó el 10 de septiembre de 2018 en Pittsburgh, con varios sets convertidos a la ciudad de Nueva York. La filmación también tuvo lugar en Fred Rogers Studio en WQED (TV) donde el difunto presentador de televisión grabó el Mister Rogers' Neighborhood y el Centro de la Comunidad Judía en Squirrel Hill. El equipo consultó con los miembros originales del equipo de la serie de televisión de Rogers y también trajo las mismas cámaras y monitores de transmisión utilizados en la producción original. La película recibió créditos fiscales de aproximadamente $9.5 millones contra un presupuesto de producción de $45 millones para filmar en Pittsburgh. La producción finalizó el 9 de noviembre de 2018.
El 12 de octubre de 2018, el mezclador de sonido James Emswiller sufrió un ataque cardíaco y cayó desde un balcón del segundo piso. Fue llevado al Centro Médico-Mercy de la Universidad de Pittsburgh, donde fue declarado muerto. El título de la película se anunció el 27 de diciembre de 2018. El avance de la película fue lanzado el 22 de julio de 2019.

## Estreno
A Beautiful Day in the Neighborhood fue estrenada mundialmente en el Festival Internacional de Cine de Toronto el 7 de septiembre de 2019. La película originalmente iba a ser lanzada el 18 de octubre de 2019 por Sony Pictures Release, pero en mayo de 2018 se retrasó un mes hasta el 22 de noviembre de 2019.

### Versión casera
Sony Pictures Home Entertainment lanzó A Beautiful Day in the Neighborhood en Digital HD el 4 de febrero de 2020 y para el lanzamiento de Blu-ray Ultra HD, Blu-ray y DVD el 18 de febrero.

## Recepción

### Taquilla
A partir del 17 de marzo de 2020, A Beautiful Day in the Neighborhood ha recaudado $61.7 millones en los Estados Unidos y Canadá, y $6.1 millones en otros territorios, para un total mundial de $67.8 millones, contra un presupuesto de producción de $25 millones.
En los Estados Unidos y Canadá, la película se estrenó junto a Frozen II y 21 Bridges, y se proyecta que recaudará alrededor de $15 millones de 3231 salas en su primer fin de semana. La película ganó $4.5 millones en su primer día, incluidos $900 000 de los avances de la noche del jueves. Luego debutó con $13.3 millones, terminando tercero en la taquilla. La película cayó solo un 11 % en su segundo fin de semana, ganando $11.8 millones y terminando quinto, y permaneció en quinto lugar el siguiente fin de semana con $5.2 millones.

### Crítica

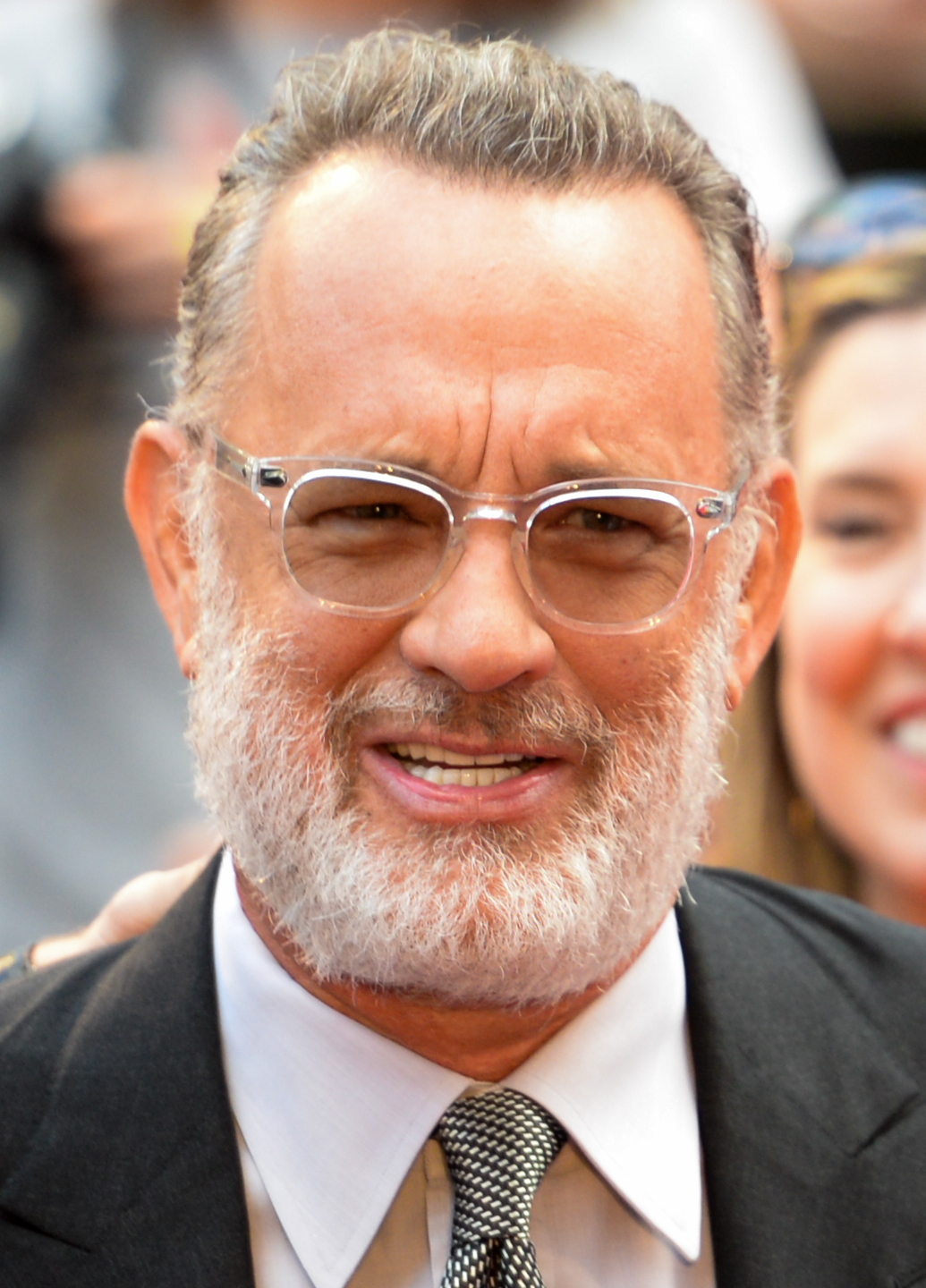
Tom Hanks (en la foto en 2019) fue alabado por los críticos por su actuación como Fred Rogers

En el sitio web de reseñas Rotten Tomatoes, la película tiene una calificación de aprobación del 96 % basada en 336 reseñas, con una calificación promedio de 8.07/10. El consenso crítico del sitio web dice: «Al igual que la querida personalidad de la televisión que lo inspiró, A Beautiful Day in the Neighborhood ofrece un mensaje impactante sobre la aceptación y la comprensión». En Metacritic, la película tiene una puntuación promedio ponderada de 80 de 100, basado en 50 críticos, que indican «revisiones generalmente favorables». El público encuestado por CinemaScore le dio a la película una calificación promedio de «A» en una escala de «A+» a «F», mientras que aquellos en PostTrak le dieron un promedio de cuatro de cinco estrellas, con un 66 % diciendo que definitivamente lo recomendarían.
Steve Pond de TheWrap escribió: «Un hermoso día en el vecindario encuentra un suave estado de gracia y muestra el coraje y la inteligencia para permanecer en esa zona, nunca apresurando las cosas o jugando para el drama... Pero así como el Sr. Rogers usó su espectáculo para hablar sobre los grandes problemas con los niños en un tono más suave y vacilante de lo que cabría esperar dado el tema, Heller se apega a la subestimación de una manera que amenaza con volverse aburrida o aburrida pero nunca lo hace». Armond White de National Review fue más crítico: «Heller y los guionistas Micah Fitzerman-Blue y Noah Harpster no muestran suficiente fe en los remedios de Rogers, y no tienen suficiente interés en sus orígenes religiosos. En resumen, la película parece desconfiar de la fe (menciona brevemente que Rogers fue un ministro ordenado) y se conforma con el sentimentalismo secular para dar cuenta de su sensibilidad y comportamiento. Esto no solo debilita la película, sino que también obstaculiza la caracterización de Hanks». Benjamin Lee de The Guardian escribió: «Es un hecho que Hanks obtendrá al menos una nominación al mejor actor de reparto, pero sería demasiado fácil olvidar a su coprotagonista. El arco cínico se convierte en creyente es viejo pero se desarrolla aquí sin cliché gracias a un guion emocionalmente inteligente de Noah Harpster y Micah Fitzerman-Blue, pero principalmente debido a un maravilloso y espinoso giro de Rhys».

### Premios y nominaciones
| Premio                                                      | Fecha de ceremonia      | Categoría                                                          | Destinatario (s)                     | Resultado | Referencia(s) |
| ----------------------------------------------------------- | ----------------------- | ------------------------------------------------------------------ | ------------------------------------ | --------- | ------------- |
| Premios Óscar                                               | 9 de febrero de 2020    | Mejor Actor de Reparto                                             | Tom Hanks                            | Nominado  | [ 41 ]        |
| Premios del Gremio de Directores de Arte                    | 1 de febrero de 2020    | Excelencia en Diseño de Producción Para una Película Contemporánea | Jade Healy                           | Nominada  | [ 42 ]        |
| Premios BAFTA                                               | 2 de febrero de 2020    | Mejor Actor de Reparto                                             | Tom Hanks                            | Nominado  | [ 43 ]        |
| Premios del Gremio de Diseñadores de Vestuario              | 28 de enero de 2020     | Excelencia en Cine Contemporáneo                                   | Arjun Bhasin                         | Nominado  | [ 44 ]        |
| Premios de la Crítica Cinematográfica                       | 12 de enero de 2020     | Mejor Actor de Reparto                                             | Tom Hanks                            | Nominado  | [ 45 ]        |
| Premios de la Crítica Cinematográfica                       | 12 de enero de 2020     | Mejor Guion                                                        | Micah Fitzerman-Blue y Noah Harpster | Nominados | [ 45 ]        |
| Premios Globo de Oro                                        | 5 de enero de 2020      | Mejor Actor de Reparto                                             | Tom Hanks                            | Nominado  | [ 46 ]        |
| Premios Movieguide                                          | 24 de enero de 2020     | Mejor Película Para Audiencias Maduras                             | A Beautiful Day in the Neighborhood  | Ganadora  | [ 47 ]        |
| Premios Satellite                                           | 19 de diciembre de 2019 | Mejor Actor de Reparto-Drama                                       | Tom Hanks                            | Nominado  | [ 48 ]        |
| Premios del Sindicato de Actores                            | 19 de enero de 2020     | Mejor Actor de Reparto                                             | Tom Hanks                            | Nominado  | [ 49 ]        |
| Asociación de Críticos de Cine del Área de Washington D. C. | 8 de diciembre de 2019  | Mejor Actor de Reparto                                             | Tom Hanks                            | Nominado  | [ 50 ]        |
| Asociación de Críticos de Cine del Área de Washington D. C. | 8 de diciembre de 2019  | Mejor Guion Adaptado                                               | Micah Fitzerman-Blue y Noah Harpster | Nominados | [ 50 ]        |
| Premios WGA                                                 | 1 de febrero de 2020    | Mejor Guion Adaptado                                               | Micah Fitzerman-Blue y Noah Harpster | Nominado  | [ 51 ]        |